# Война в Газа (2008 – 2009)
Войната в Газа е  въоръжен конфликт в Близкия изток, в който участват Израел, от едната страна, и Хамас, Организацията за освобождение на Палестина и Палестински ислямски джихад, от другата страна. Военните операции засягат предимно Южен Израел и Ивицата Газа.

## Предпоставки
На 19 декември 2008 г. изтича шестмесечното примирие между Израел и групировката Хамас, която контролира властта в Газа. Прекратяването на огъня е постигнато с посредничеството на шефа на египетската разузнавателна служба генерал Омар Сюлейман и влиза в сила на 19 юни 2008 г.
Споразумението се основава на устни споразумения и предвижда прекратяване на огъня от двете страни в ивицата Газа. Хамас се ангажира да наложи споразумението от други групи, които не са декларирали своето противопоставяне на споразумението. Предполага се, че прекратяването на огъня ще доведе до отваряне на пропускателните пунктове между Израел и ивицата Газа, започване на преговори за освобождаването на Гилад Шалит (войник от израелската армия) и обсъждане на отварянето на контролно-пропускателния пункт Рафа между ивицата Газа и Египет.
По време на прекратяването на огъня само през 2008 г. по Израел са изстреляни 1007 ракети (без минометни атаки), четирима души са убити (двама – в резултат на минометни атаки), 66 души са ранени.
В края на юли прекратяването на огъня започва да се нарушава. Според доклада на Голдстън, на 23 юни израелските граничари откриват огън по група палестинци, събиращи дърва за огрев близо до границата и раняват един човек, а израелска територия бива обстрелвана от центъра на ивицата Газа (един минометен снаряд избухва близо до КПП Нахал Оз). Обстрелът на Израел от ивицата Газа продължава. На 24 юни 2008 г. четири ракети Касам избухват на израелска територия, а четирима души са ранени. Обстрелът е извършен от бойци на Ислямския джихад, според тяхното изявление, в отговор на нападение на ЦАХАЛ срещу екстремисти на Западния бряг, което довежда до смъртта на един екстремист. Говорител на Хамас заявява, че обстрелът е „предизвикан от израелска провокация“, но че групата е „заинтересована от затишие“.
В доклада се отбелязва също, че Хамас и други палестински групировки са използвали прекратяването на огъня, за да продължат обучението на бойците и да създадат материална база за производство на ракети. Твърди се, че през подземни тунели са вкарани огромни количества оръжие.
Непрекъснатите нарушения на „нормализирането“ от палестински групи, които не са контролирани или враждебни към групировката Хамас, действаща в ивицата Газа, довеждат до развитието на израелска политика на реакция, изразяваща се в периодичното затваряне на граничните пунктове за кратки периоди от време (от няколко часа до един или два дни). Така на 11 август, след като ракета пада близо до детска градина в Сдерот, министърът на отбраната Ехуд Барак нарежда затварянето на контролно-пропускателния пункт на границата с Газа. В същото време Израел се въздържа от провеждане на военни операции в отговор на нарушения на процеса на „нормализиране“ от групировки, които не са контролирани от Хамас, въпреки мнението на онези, които смятат, че подобна реакция е необходима.

## Резултат
Повечето от целите, поставени от Израел, са постигнати, но обстрелът на страната от Газа продължава. Въпреки това, неговата интензивност е намаляла. Международната общност до голяма степен реагира негативно на операцията, което довежда до огромен брой масови антиизраелски демонстрации по целия свят. Хамас и други радикални палестински организации обявяват незабавно прекратяване на огъня, при условие че израелските войски бъдат изтеглени от сектора в рамките на една седмица. Израел пък запазва правото си да отговори на ракетни атаки. Операцията отново привлича вниманието на света към палестинско-израелския конфликт. В резултат на това много страни заемат принципна позиция по отношение на Израел и ситуацията в Близкия изток. Редица държави обещават на Израел помощта си за предотвратяване на повторното въоръжаване на Хамас и постигане на мир в Близкия изток, но в същото време много компании и организации прекъсват отношенията си с Израел и частни израелски партньори. Някои държави затягат политиката си спрямо Израел, а някои от тях напълно прекратяват дипломатическите отношения с него.

## Международен отзвук
Операцията предизвиква противоречива реакция от световната общност. В първите часове на операцията много държави осъждат категорично военните действия на Израел в региона. Към арабските страни, които традиционно гласуваха против Израел (Либия, Сирия, Ливан и Иран), се присъединиха и страните, които преди това подкрепяха правото на Израел на самозащита – Йордания и Египет. Те поискват световната общност да окаже натиск върху Израел, за да го принуди да спре операцията, въпреки че по-късно Египет обвинява Хамас за случващото се. В същото време по инициатива на Йордания в Кайро се провежда извънреден конгрес на Лигата на арабските държави по този въпрос. Йордански крал Абдула II лично дарява кръв за палестинците в знак на съчувствие. Според израелското външно министерство по време на операцията „самият председател на Махмуд Абас се обажда в Йерусалим с молба да не спира операцията“.
Освен арабските страни, Израел бива призован за прекратяване на огъня и от Франция, Австрия, Русия, Индонезия и Малайзия, Пакистан, Турция, Абхазия и Венецуела. Съветът за сигурност на ООН също изразява недоволство от действията на Израел, но ветото на САЩ (един от членовете на Съвета за сигурност) попречва за приемането на съответната резолюция. Съветът за сигурност на ООН осъжда ракетните атаки срещу израелска територия, но позицията на Либия, която се противопоставя на позицията на Арабската лига, ѝ попречва да приеме такава резолюция.
В същото време, много други страни (Великобритания, Чехия, Холандия, Италия, Германия, САЩ и Европейският съюз) изразяват загрижеността си от конфликта, но признаха правото на Израел да защитава своите граждани и призова за избягване на мирни жертви. Няколко държави също призовават двете страни да преговарят за мир.
Венецуела, Боливия, Катар и Мавритания скъсват дипломатическите отношения с Израел заради конфликта.